# Чемпіонат Європи з біатлону 2020
Відкритий чемпіонат Європи з біатлону 2020 року (англ. IBU Open European Championships 2019) — змагання спортсменів національних збірних, що проходили з 26 лютого по 3 березня 2020 року в білоруському республіканському центрі олімпійської підготовки з зимових видів спорту Раубичі.
Планувалося, що змагання пройдуть в естонському містечку Отепяе, проте їх було скасовано через відсутність снігу. Згодом вдалося організувати чемпіонат у білоруських Раубічах — другий рік поспіль.
Було розіграно 8 комплектів медалей: по два у спринті, переслідуванні та суперспринті, а також по одному у змішаній та одиночній змішаній естафетах. Суперспринт вперше внесений до програми чемпіонату Європи з біатлону, замінивши індивідуальну гонку.

## Українські спортсмени
У складі національної збірної України на чемпіонаті виступили:
- Жінки: Олена Підгрушна, Юлія Джима, Валентина Семеренко, Віта Семеренко, Анастасія Меркушина, Юлія Журавок, Дар'я Блашко.
- Чоловіки: Артем Прима, Дмитро Підручний, Сергій Семенов, Артем Тищенко, Руслан Ткаленко, Антон Дудченко, Богдан Цимбал.

## Загальний медалевий залік
| Місце  | Країна    |   |   |   | Разом |
| ------ | --------- | - | - | - | ----- |
| 1      | Білорусь  | 3 | 0 | 1 | 4     |
| 2      | Росія     | 2 | 2 | 0 | 4     |
| 3      | Норвегія  | 1 | 2 | 3 | 6     |
| 4      | Україна   | 1 | 1 | 2 | 4     |
| 5      | Швеція    | 1 | 0 | 1 | 2     |
| 6      | Німеччина | 0 | 1 | 0 | 1     |
| 6      | Чехія     | 0 | 1 | 0 | 1     |
| 6      | Латвія    | 0 | 1 | 0 | 1     |
| 9      | Франція   | 0 | 0 | 1 | 1     |
| Всього |           | 8 | 8 | 8 | 24    |

## Результати гонок чемпіонату
| Гонка                                                                                   | Чоловіки | Жінки |
| --------------------------------------------------------------------------------------- | --- | --- |
| Суперспринт 1. 26 лютого 2020 Чоловіки 2. 26 лютого 2020 Жінки                          | 1. Сергій Бочарніков 14:12.8 (0+0+0+0) 2. Адам Вацлавік +0.4 (0+0+0+0) 3. Дмитро Підручний +0.5 (0+0+1+0) 4. Емільєн Клод +10.0 (0+0+0+0) 5. Стурла Гольм Легрейд +13.2 (1+0+0+0) 6. Ендре Стремсгейм +25.6 (0+0+1+1) 7. Саїд Карімулла Халілі +29.7 (0+0+0+1) 8. Томаш Крупчик +30.1 (0+0+0+1) 9. Андрейс Расторгуєвс +30.1 (0+0+1+0) 10. Віктор Кривко +41.0 (1+1+0+0) … 15. Руслан Ткаленко +55.1 (0+1+0+0) … 23. Артем Прима +1:16.5 (1+0+1+1) … 35. Антон Дудченко (кваліфікація) … 38. Сергій Семенов (кваліфікація) … 60. Богдан Цимбал (кваліфікація) | 1. Євгенія Павлова 16:31.8 (0+0+0+0) 2. Олена Підгрушна +2.8 (0+0+0+0) 3. Хлое Шевальє +5.5 (0+0+0+0) 4. Валентина Семеренко +8.4 (0+0+1+0) 5. Емма Нільссон +14.3 (0+0+0+0) 6. Анастасія Меркушина +15.2 (0+0+0+0) 7. Елізабет Гегберг +18.6 (1+0+0+0) 8. Ірина Кривко +20.3 (1+0+0+0) 9. Вікторія Сливко +25.4 (0+0+0+0) 10. Дінара Алімбекова +36.0 (0+0+0+1) … 16. Віта Семеренко +1:12.3 (0+0+1+1) … 18. Юлія Журавок +1:13.2 (0+1+0+0) … 58. Дар'я Блашко (кваліфікація) |
| Спринт 1. 29 лютого 2020 Чоловіки: 10 км 2. 29 лютого 2020 Жінки: 7,5 км                | 1. Матвій Єлісєєв 23:46.4 (1+0) 2. Андрейс Расторгуєвс +4.1 (0+1) 3. Александер-Ф'єльд Андерсен +25.5 (0+1) 4. Вітаутас Строля +26.3 (0+1) 5. Сергій Бочарніков +27.5 (1+0) 6. Роман Рес +30.8 (0+0) 7. Антон Смольський +36.7 (1+1) 8. Саїд Карімулла Халілі +38.8 (0+1) 9. Кірілл Стрільцов +43.8 (0+1) 10. Лукас Фратцшер +52.7 (1+0) … 22. Сергій Семенов +1:16.4 (0+1) … 33. Руслан Ткаленко +1:40.5 (1+1) … 63. Богдан Цимбал +2:26.7 (0+1) … 87. Антон Дудченко ++3:25.6 (1+3)                                                                         | 1. Елізабет Гегберг 22:39.6 (1+0) 2. Іда Лієн 14.4 (0+0) 3. Ірина Кривко +15.9 (0+1) 4. Крістіна Резцова +20.2 (0+0) 5. Аасне Скреде +29.5 (0+1) 6. Анастасія Меркушина +44.7 (0+1) 7. Валентина Семеренко +49.3 (0+2) 8. Штефані Шерер +58.5 (0+0) 9. Каролін Ердаль 58.7 (0+0) 10. Хлое Шевальє +1:01.3 (1+1) … 28. Юлія Журавок +1:51.6 (0+1) … 31. Віта Семеренко +2:00.3 (1+2) … 56. Дар'я Блашко +2:56.5 (0+1)                                                           |
| Гонка переслідування 1. 1 березня 2020 Чоловіки: 12,5 км 2. 1 березня 2020 Жінки: 10 км | 1. Сергій Бочарніков 35:03.9 (0+0+0+2) 2. Стурла Холм Легрейд +6.7 (1+0+0+1) 3. Сіверт Гутторм Баккен +23.9 (0+0+1+1) 4. Александер-Ф'єльд Андерсен +37.0 (1+0+2+1) 5. Адам Вацлавік +37.0 (0+1+0+0) 6. Саїд Карімулла Халілі +52.1 (0+1+1+2) 7. Матвій Єлісєєв +1:04.4 (2+1+1+1) 8. Микита Поршнєв +1:14.8 (0+0+1+2) 9. Сіндре Петтерсен +1:19.5 (1+1+1+2) 10. Андрейс Расторгуєвс +1:20.9 (1+2+2+1) … 18. Сергій Семенов +2:18.2 (0+2+1+2) | 1. Олена Кручінкіна 29:21.1 (0+0+0+0) 2. Крістіна Резцова +17.6 (1+0+0+1) 3. Елізабет Гегберг +35.1 (0+1+0+2) 4. Каролін Коломбо +55.0 (1+0+0+0) 5. Анастасія Меркушина +55.8 (1+1+0+0) 6. Ірина Кривко +1:12.4 (0+1+1+1) 7. Ульяна Кайшева +1:33.7 (0+0+0+1) 8. Аасне Скреде +1:34.8 (1+0+0+1) 9. Валентина Семеренко +1:34.9 (0+0+1+2) 10. Іда Лієн 1:48.2 (0+2+0+1) |
| Одиночна змішана естафета 1. 27 лютого 2020 Жінки + Чоловіки: 1х6 + 1х7,5 км            | 1. Норвегія 47:12.2 (0+12) (Каролін Ердаль і Ендре Стремсгейм) 2. Німеччина +11.5 (0+5) (Штефані Шерер і Юстус Штрелов) 3. Україна +11.8 (0+7) (Анастасія Меркушина і Руслан Ткаленко) | 1. Норвегія 47:12.2 (0+12) (Каролін Ердаль і Ендре Стремсгейм) 2. Німеччина +11.5 (0+5) (Штефані Шерер і Юстус Штрелов) 3. Україна +11.8 (0+7) (Анастасія Меркушина і Руслан Ткаленко) |
| Змішана естафета 1. 27 лютого 2020 Жінки + Чоловіки: 2×6 + 2×7,5 км                     | 1. Україна +1:11:32,1 (0+9) (Валентина Семеренко, Юлія Джима, Артем Прима, Дмитро Підручний) 2. Росія +32,2 (0+9) (Крістіна Резцова, Вікторія Слівко, Едуард Латипов, Халілі Саїд Карімулла) 3. Норвегія +33.7 (0+3) (Аасне Скреде, Іда Лієн, Сіверт Гутторм Баккен, Александер-Ф'єльд Андерсен) | 1. Україна +1:11:32,1 (0+9) (Валентина Семеренко, Юлія Джима, Артем Прима, Дмитро Підручний) 2. Росія +32,2 (0+9) (Крістіна Резцова, Вікторія Слівко, Едуард Латипов, Халілі Саїд Карімулла) 3. Норвегія +33.7 (0+3) (Аасне Скреде, Іда Лієн, Сіверт Гутторм Баккен, Александер-Ф'єльд Андерсен) |